# Rozenburg (Rotterdam)
Pour les articles homonymes, voir Rozenburg.
Rozenburg est un arrondissement de la commune de Rotterdam dans la province néerlandaise de Hollande-Méridionale. Situé sur l'île de Rozenburg, il est enclavé dans le port de Rotterdam.

## Histoire
Cette ancienne commune est supprimée le 18 mars 2010 et annexée par Rotterdam.

## Géographie
Rozenburg a une superficie de 6,37 km2 et une population de 12 372 habitants, soit une densité de 1 942 habitants par km2.

## Tourisme
Le moulin céréalier De Hoop est créé en 1887, en remplacement d'un moulin de 1658. Il bénéficie d'une reconnaissance de monument national sous le numéro 364793, de même que le logis du meunier situé à proximité immédiate. Le moulin a été acheté et restauré par la commune et est le siège d'une association historique locale.

## Galerie

Rozenburg
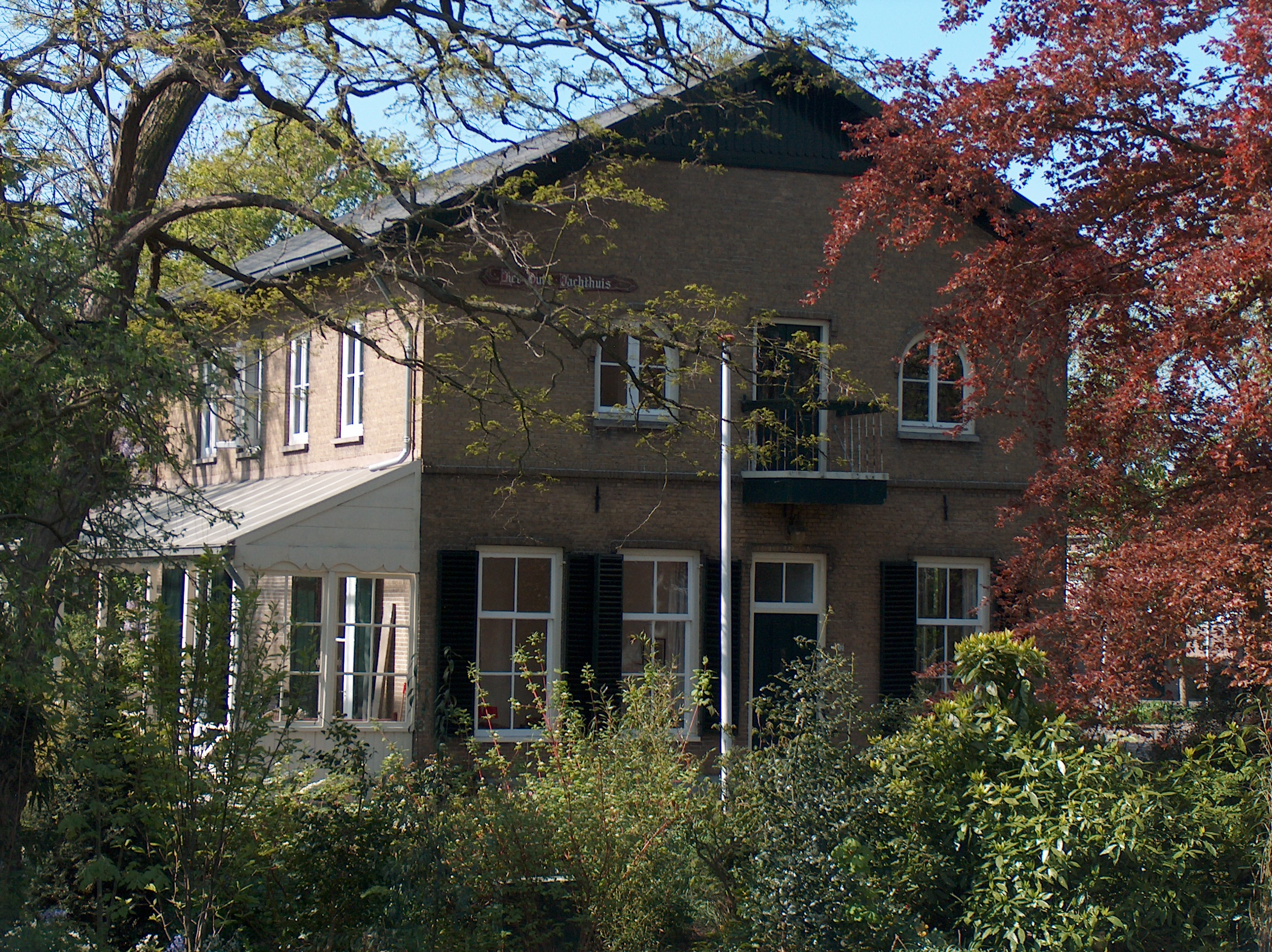
Oude Jachthuis, monument national (1889)
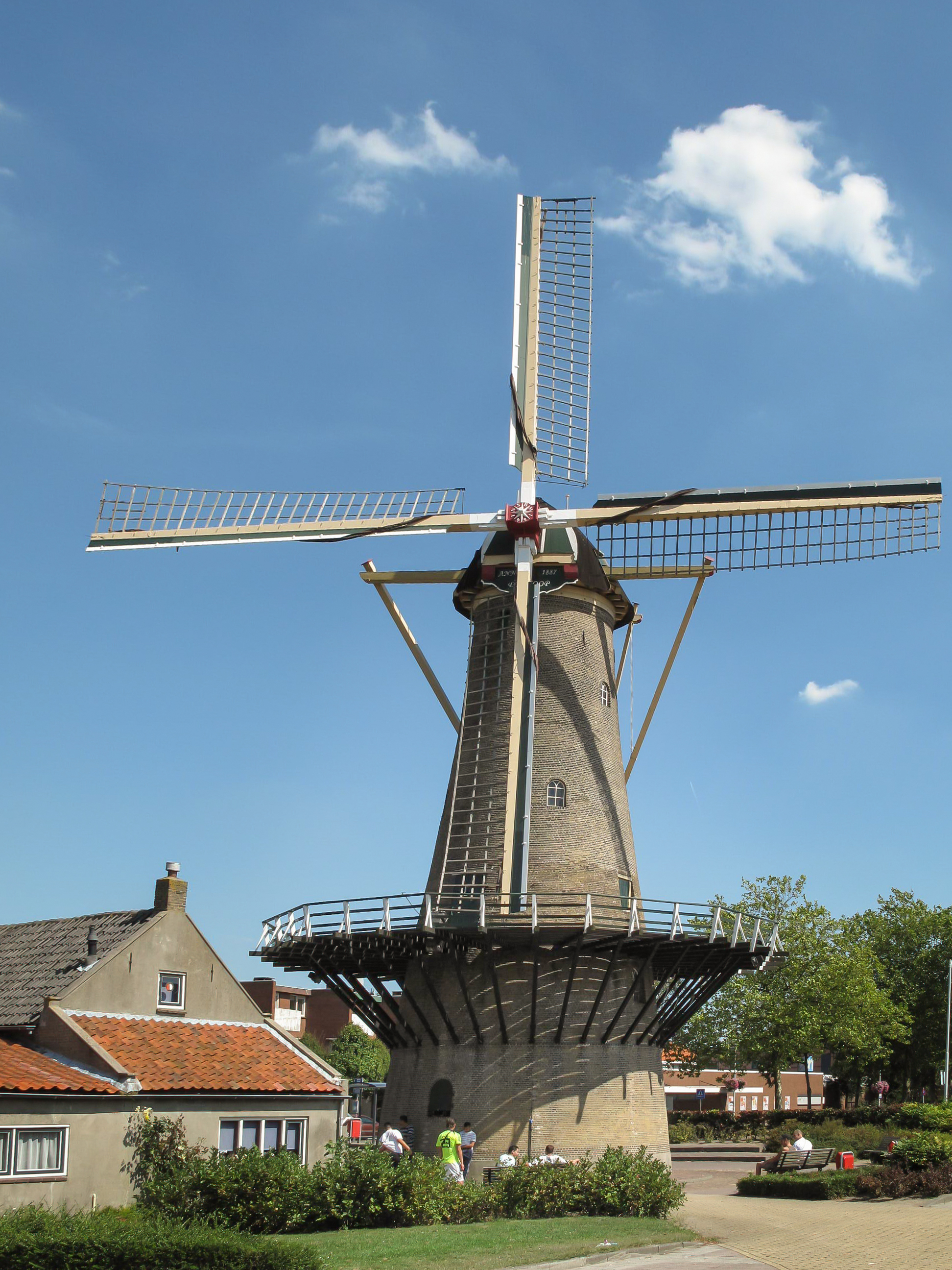
Le moulin de jour
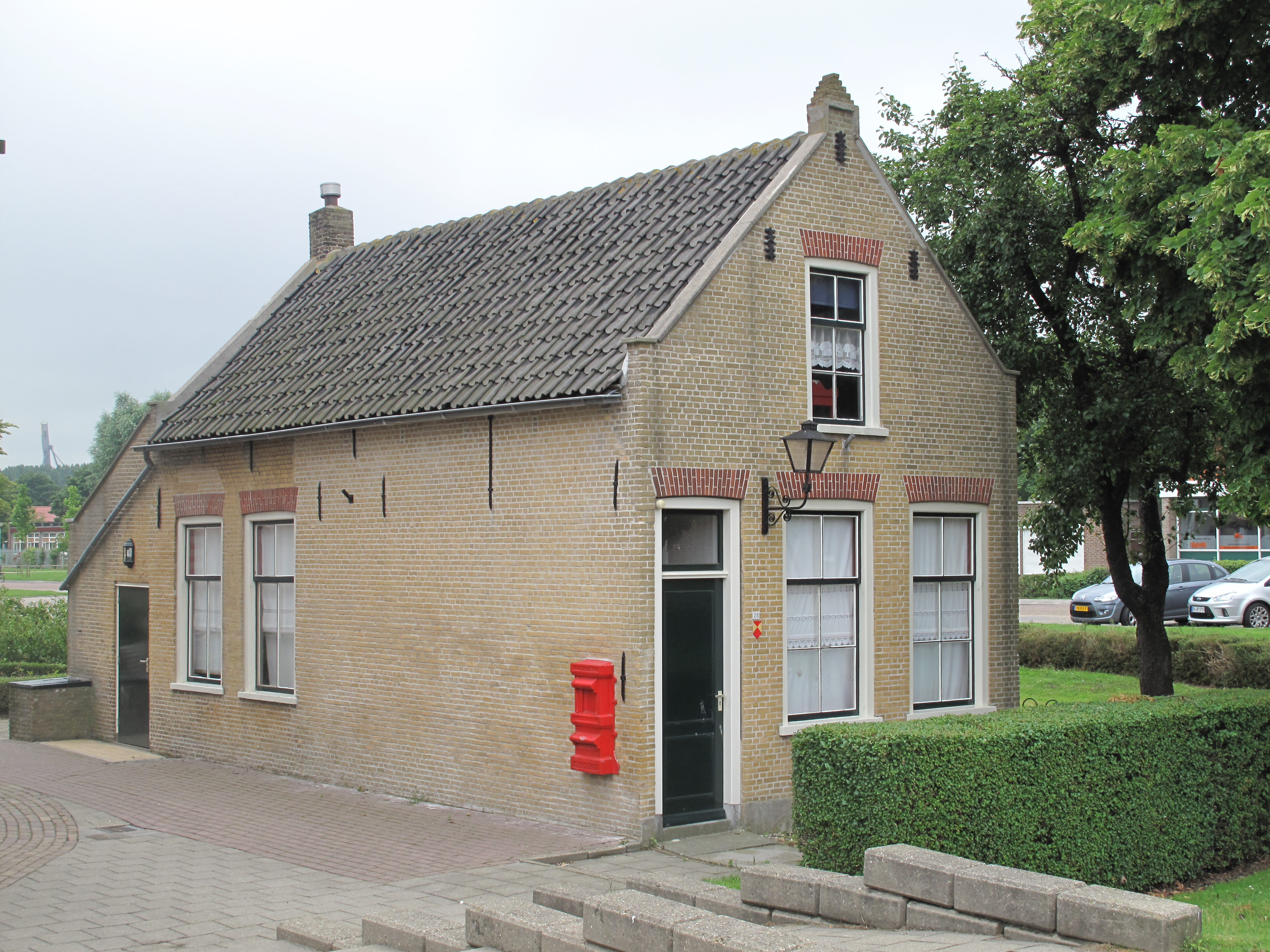
Demeure du meunier, près du moulin De Hoop XIXe siècle
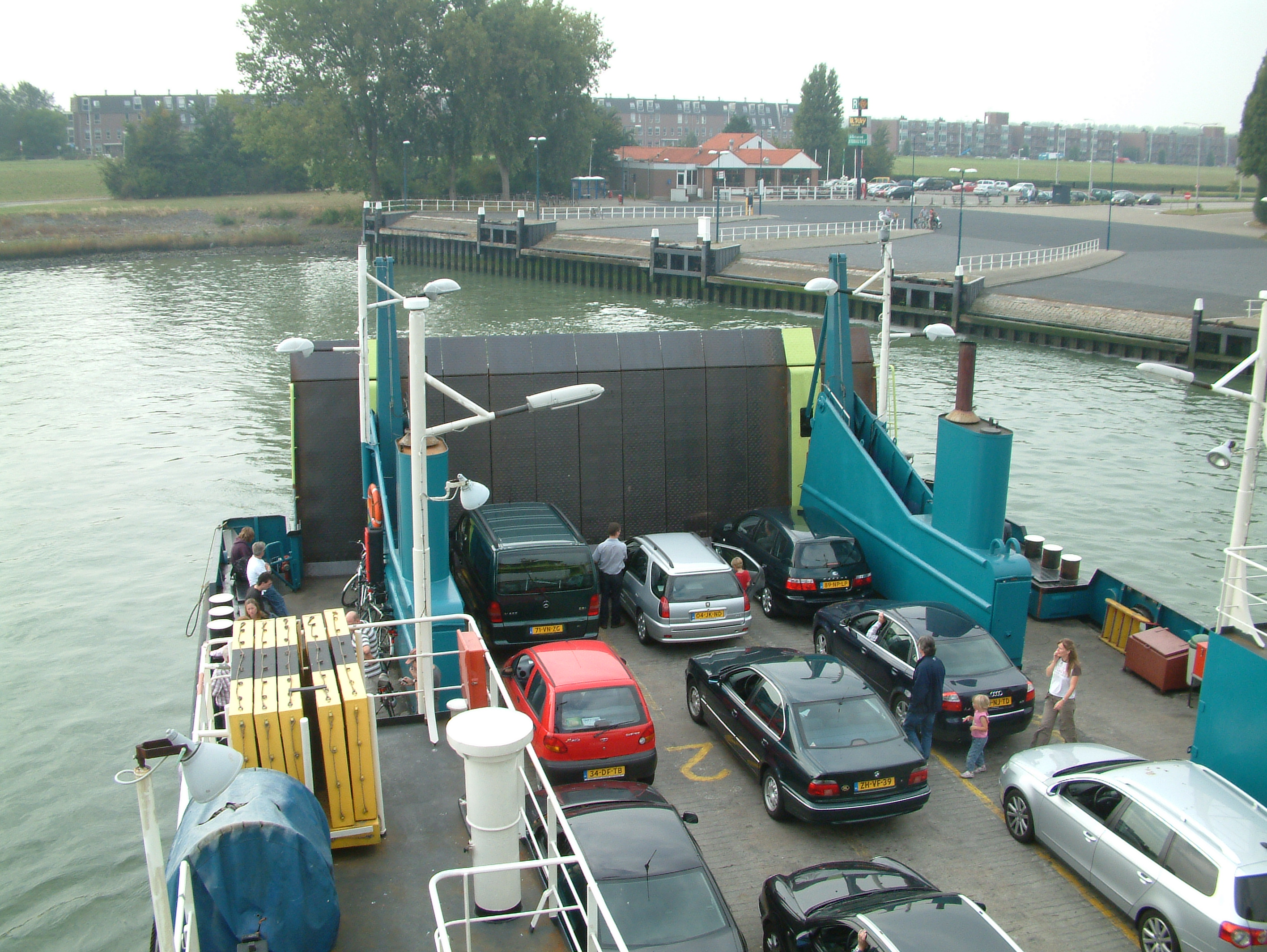
Ferry assurant la liaison Rozenburg-Maassluis